# فيكتور هوغو (مترو باريس)
فيكتور هوغو (بالفرنسية: Victor Hugo)‏ هي محطة مترو تابعة لمترو باريس تقع في فرنسا في الدائرة السادسة عشرة في باريس.[بحاجة لمصدر]

## معرض صور

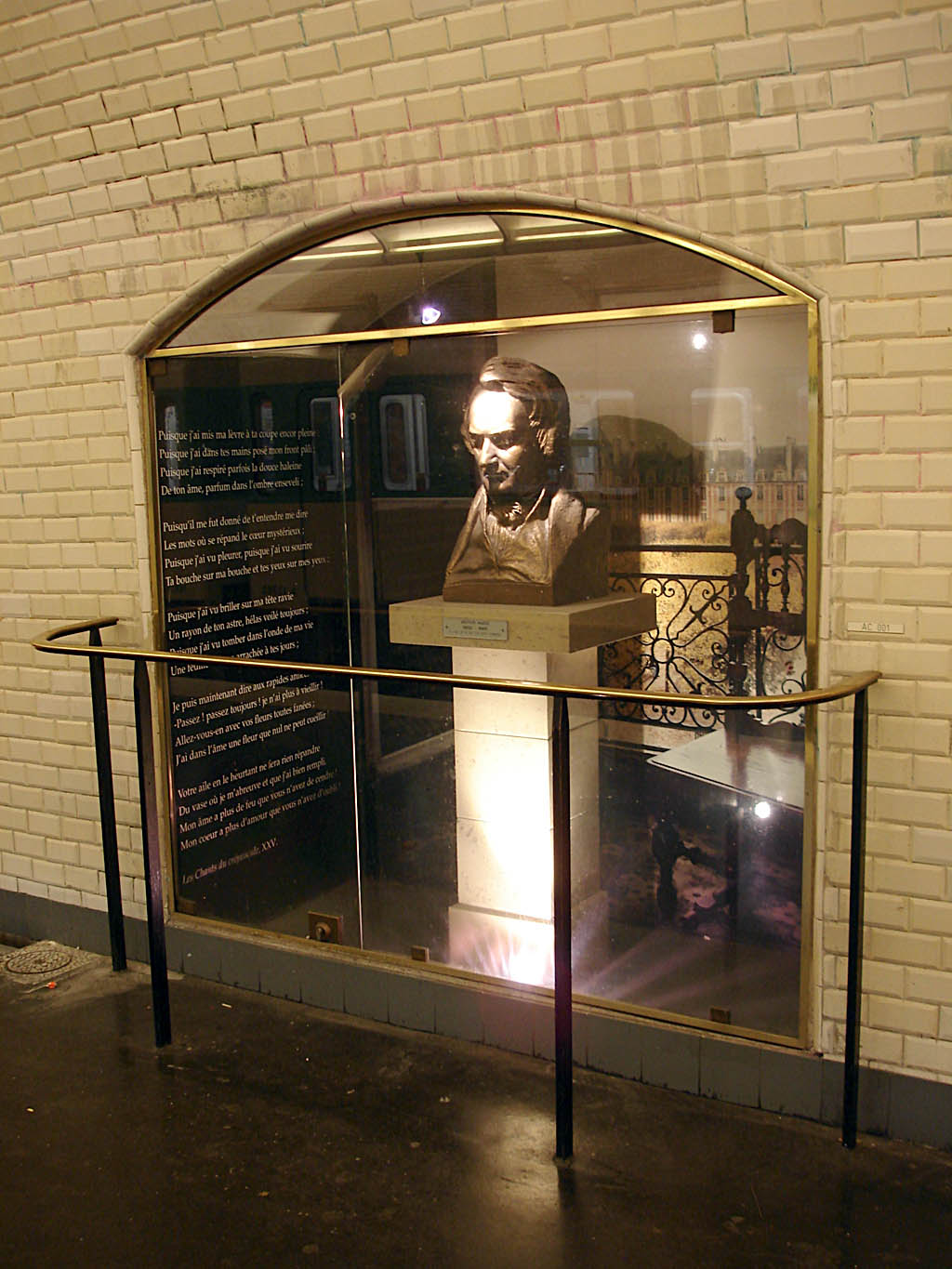
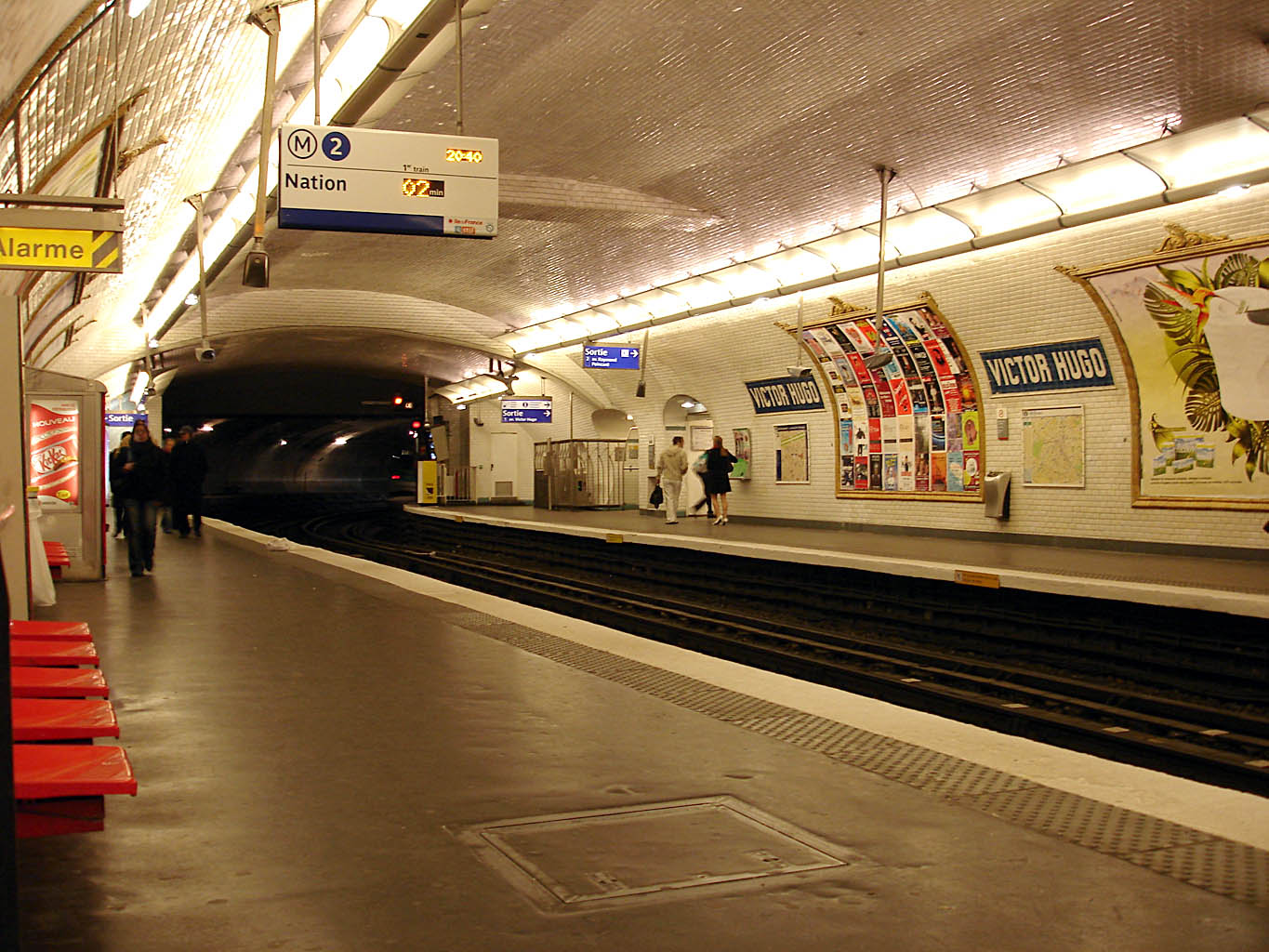
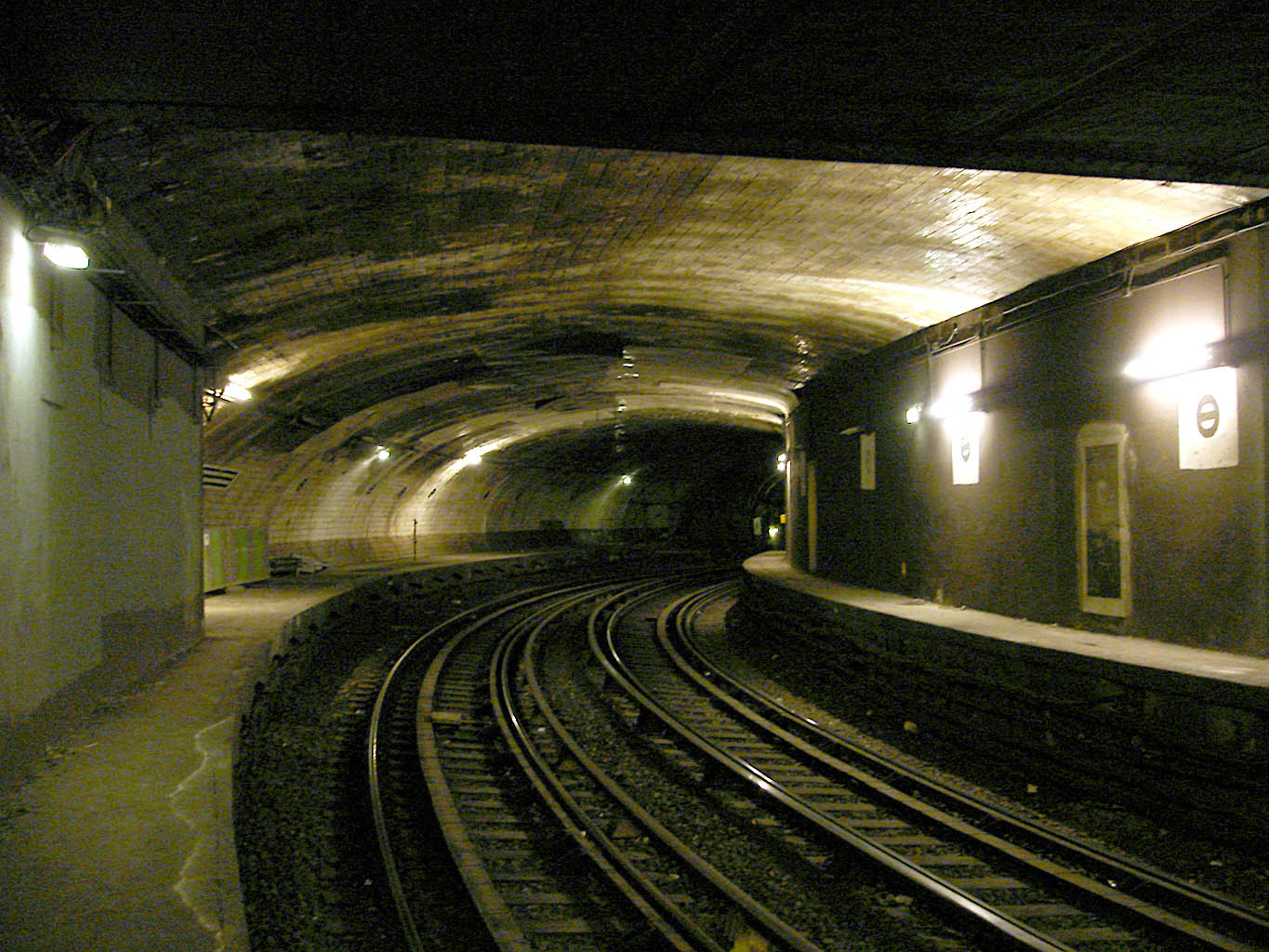
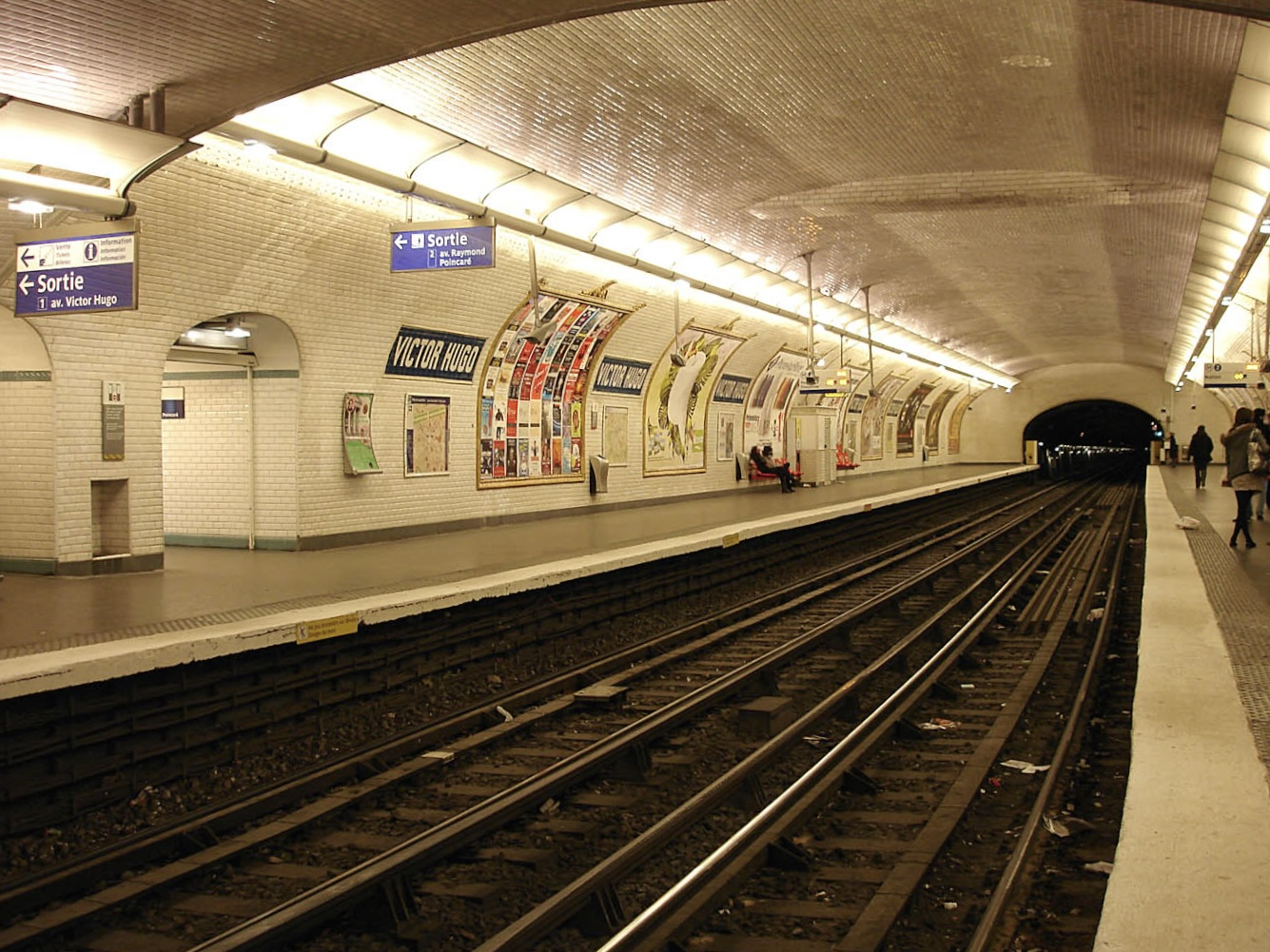